# Elite One
Elite One (Championnat du Cameroun de football) este prima divizie a fotbalului camerunez, ce aparține de zona CAF. Fédération Camerounaise de Football este forul ce organizează competiția.

## Cluburi - Sezonul 2009/10
- Canon Yaoundé (Yaoundé)
- Cotonsport Garoua (Garoua)
- Fovu Baham (Baham)
- Les Astres FC (Douala)
- AS Matelots (Douala)
- Panthère de Bangangté (Bangangté)
- Renaissance de Ngoumou
- Roumdé Adjia FC (Garoua)
- Sable FC (Batié)
- Tiko United
- Union Douala (Douala)
- Unisport de Bafang (Bafang)
- Université FC de Ngaoundéré
- Young Sports Academy (Bamenda)

### Reltrogradate în 2009
- Aigle Royal Menoua (Dschang)
- Danay FC (Yagoua)
- Mount Cameroon FC (Buéa)

## Campioane
| - 1961 : Oryx Douala - 1962 : Caïman Douala - 1963 : Oryx Douala - 1964 : Oryx Douala - 1965 : Oryx Douala - 1966 : Diamant Yaoundé - 1967 : Oryx Douala - 1968 : Caïman Douala - 1969 : Union Douala - 1970 : Canon Yaoundé - 1971 : Aigle Nkongsamba - 1972 : Léopards Douala - 1973 : Léopards Douala | - 1974 : Canon Yaoundé - 1975 : Caïman Douala - 1976 : Union Douala - 1977 : Canon Yaoundé - 1978 : Union Douala - 1979 : Canon Yaoundé - 1980 : Canon Yaoundé - 1981 : Tonnerre Yaoundé - 1982 : Canon Yaoundé - 1983 : Tonnerre Yaoundé - 1984 : Tonnerre Yaoundé - 1985 : Canon Yaoundé - 1986 : Canon Yaoundé | - 1987 : Tonnerre Yaoundé - 1988 : Tonnerre Yaoundé - 1989 : Racing Bafoussam - 1990 : Union Douala - 1991 : Canon Yaoundé - 1992 : Racing Bafoussam - 1993 : Racing Bafoussam - 1994 : Aigle Nkongsamba - 1995 : Racing Bafoussam - 1996 : Unisport Bafang - 1997 : Coton Sport - 1998 : Coton Sport - 1999 : Sable Batié | - 2000 : Fovu Baham - 2001 : Coton Sport - 2002 : Canon Yaoundé - 2003 : Coton Sport - 2004 : Coton Sport - 2005 : Coton Sport - 2006 : Coton Sport - 2007 : Coton Sport - 2008 : Coton Sport - 2009 : Tiko United |

## Total
| Clubul           | Titluri |
| ---------------- | ------- |
| Canon Yaoundé    | 10      |
| Coton Sport      | 9       |
| Tonnerre Yaoundé | 5       |
| Oryx Douala      | 5       |
| Union Douala     | 4       |
| Racing Bafoussam | 4       |
| Caïman Douala    | 3       |
| Aigle Nkongsamba | 2       |
| Léopards Douala  | 2       |
| Diamant Douala   | 1       |
| Unisport Bafang  | 1       |
| Tiko United      | 1       |

## Golgheteri
| Anul |                 | Jucătorul          | Echipa              | Goluri |
| 2003 |                 | Etélé Ambassa Jean | Bamboutos FC        | 14     |
| 2005 |                 | Bakari Inoi        | Kadji Sport Academy | 20     |
| 2006 | Republica Congo | Francis Litsingi   | Cotonsport Garoua   | 15     |
| 2008 |                 | Ayuk Roland Agbor  | Tiko United         | 36     |
| 2009 | Niger           | Daouda Kamilou     | Cotonsport Garoua   |        |